# Ruta de Illinois 394
La Ruta de Illinois 394, y abreviada IL 394 (en inglés: Illinois Route 394) es una carretera estatal estadounidense ubicada en el estado de Illinois. La carretera inicia en el sur desde la IL 1     en Crete hacia el norte en la I 80  , I 94 , I 294  en Thornton. La carretera tiene una longitud de 23,5 km (14.63 mi).

## Mantenimiento
Al igual que las autopistas interestatales, y las rutas federales y el resto de carreteras estatales, la Ruta de Illinois 394 es administrada y mantenida por el Departamento de Transporte de Illinois por sus siglas en inglés IDOT.

## Cruces
La Ruta de Illinois 394 es atravesada principalmente por la  US 6     en La Salle.